# Đurđev Dol
Gjurgjedell en albanais et Đurđev Dol en serbe latin (en serbe cyrillique : Ђурђев Дол) est une localité du Kosovo située dans la commune/municipalité de Kaçanik/Kačanik, district de Ferizaj/Uroševac (Kosovo) ou district de Kosovo (Serbie). Selon le recensement kosovar de 2011, elle compte 436 habitants, dont une majorité d'Albanais.

## Histoire
Dans le village, la mosquée de Kodërtrim est proposée pour une inscription sur la liste des monuments culturels du Kosovo.

## Démographie

### Évolution historique de la population dans la localité
| 1948 | 1953 | 1961 | 1971 | 1981 | 1991 | 2011 |
| ---- | ---- | ---- | ---- | ---- | ---- | ---- |
| 493  | 515  | 369  | 276  | 298  | 309  | 436  |

|  |